# Garbiñe Muguruza
Dit is een Spaanse naam: Muguruza is de vadernaam en Blanco is de moedernaam.
Garbiñe Muguruza Blanco (Caracas, Venezuela, 8 oktober 1993) is een voormalig professioneel tennisspeelster uit Spanje. Muguruza heeft een Baskische vader en een Venezolaanse moeder. Op vijfjarige leeftijd begon zij met tennis. Haar favoriete ondergrond is hardcourt. Zij speelt rechtshandig en heeft een tweehandige backhand. Zij was actief in het internationale tennis van 2008 tot en met januari 2023.
In de periode 2015–2019 maakte Muguruza deel uit van het Spaanse Fed Cup-team – zij behaalde daar een winst/verlies-balans van 10–4; in 2017 speelde zij in de eerste ronde van Wereldgroep I, maar het Spaanse team verloor van de Tsjechische dames. Muguruza kondigde het einde van haar loopbaan aan op 20 april 2024. In juni 2024 werd zij door de WTA benoemd tot toernooidirecteur van het eindejaarstoernooi.

## Loopbaan
In 2008 speelde zij haar eerste WTA-wedstrijd, op het kwalificatietoernooi van het toernooi van Barcelona. In 2009 won zij haar eerste ITF-toernooien in zowel het enkelspel- als het dubbelspelcircuit. In het dubbelspel bleef dit haar enige ITF-titel – in het enkelspel vergaarde zij in totaal zeven titels, de laatste in 2012 in Clearwater (VS).
Muguruza veroverde in 2013 haar eerste WTA-titel, door samen met haar landgenote María Teresa Torró Flor het dubbelspeltoernooi van Hobart te winnen. Begin 2014 won zij haar eerste WTA-enkelspeltoernooi, weer in Hobart.

### 2015
Muguruza bereikte in 2015 de finale van Wimbledon en won het Premier Mandatory-toernooi van Peking. Daardoor bereikte zij op 26 oktober 2015 voor het eerst de derde plaats op de WTA-ranglijst. Zij kon derhalve deelnemen aan de eindejaarskampioenschappen in Singapore – in het enkelspel bereikte zij de halve finale, in het dubbelspel (samen met Carla Suárez Navarro) de finale die zij verloor van Martina Hingis en Sania Mirza.

### 2016
Muguruza won in 2016 het enkelspel op Roland Garros, haar eerste eindzege in een grandslamtoernooi. Na overwinningen op Anna Schmiedlová, Myrtille Georges, Yanina Wickmayer en Svetlana Koeznetsova, versloeg zij in de kwartfinale Shelby Rogers, in de halve finale Samantha Stosur en in de finale de als eerste geplaatste Serena Williams. Daarmee steeg zij naar de tweede plek op de wereldranglijst (6 juni 2016). Op het eindejaarskampioenschap in Singapore bleef zij steken in de groepsfase. Zij beëindigde het seizoen op de zevende positie van de WTA-ranglijst.

### 2017
Op 15 juli lukte het Muguruza om het vrouwentoernooi van Wimbledon te winnen door in de finale Venus Williams te verslaan. Door winst op het toernooi van Cincinnati, gevolgd door een vierde ronde op het US Open, bereikte zij op 11 september de eerste plaats op de wereldranglijst. Na vier weken moest zij deze positie afstaan aan Simona Halep.

### 2018
In februari bereikte Muguruza in Doha de finale, door Caroline Garcia en Simona Halep te verslaan – in de eindstrijd tegen Petra Kvitová moest zij, ondanks een eerste set voorsprong, ten slotte de zege aan de Tsjechische laten. In april won zij haar eerste titel van dit seizoen, in Monterrey, waar zij in de finale de Hongaarse Tímea Babos versloeg.

### 2020
Na twee matige jaren liet Muguruza weer een opgaande lijn zien. Op het Australian Open bereikte zij haar vierde grandslamfinale – zij verloor deze van Sofia Kenin.

### 2021
In het begin van het jaar bereikte Muguruza twee WTA-enkelspelfinales: in Melbourne (verloor van Ashleigh Barty) en in Doha (waar Petra Kvitová, net als in 2018, te sterk voor haar was). In maart won zij na twee jaar weer een enkelspeltitel, op het WTA-toernooi van Dubai – in de finale versloeg zij de Tsjechische Barbora Krejčíková. In oktober volgde de tweede enkelspeltitel van dit jaar, op het WTA 500-toernooi van Chicago, waar zij de Tunesische Ons Jabeur in de eindstrijd pareerde. In november won Muguruza het eindejaarstoernooi, door Anett Kontaveit in de finale met 6–3 en 7–5 te verslaan – daarmee werd zij de eerste Spaanse die dit officieuze wereldkampioenschap op haar naam schreef.

## Posities op deWTA-ranglijst
Positie per einde seizoen:
| jaar | rang enkelspel | rang dubbelspel |
| ---- | -------------- | --------------- |
| 2010 | 432            | –               |
| 2011 | 249            | 783             |
| 2012 | 104            | 1019            |
| 2013 | 64             | 153             |
| 2014 | 21             | 16              |
| 2015 | 3              | 16              |
| 2016 | 7              | 387             |
| 2017 | 2              | 466             |
| 2018 | 18             | 493             |
| 2019 | 36             | 480             |
| 2020 | 15             | 503             |
| 2021 | 3              | 585             |
| 2022 | 55             | –               |

## Palmares
| Legenda                 |
| ----------------------- |
| Grandslamtoernooi       |
| Olympische Spelen       |
| Year-End Championships  |
| Premier Mandatory       |
| Premier Five / WTA 1000 |
| Premier / WTA 500       |
| International / WTA 250 |
| Challenger / WTA 125    |

### Overwinningen op een regerend nummer 1
Muguruza heeft tot op heden viermaal een partij tegen een op dat ogenblik heersend leider van de wereldranglijst gewonnen (peildatum 6 februari 2020):
| nr. | datum      | toernooi       | ronde        | tegenstandster    | score         |         |
| --- | ---------- | -------------- | ------------ | ----------------- | ------------- | ------- |
| 1.  | 2014-05-29 | Roland Garros  | tweede ronde | Serena Williams   | 6-2, 6-2      | details |
| 2.  | 2016-06-04 | Roland Garros  | finale       | Serena Williams   | 7-5, 6-4      | details |
| 3.  | 2017-07-10 | Wimbledon      | vierde ronde | Angelique Kerber  | 4-6, 6-4, 6-4 | details |
| 4.  | 2017-08-19 | WTA Cincinnati | halve finale | Karolína Plíšková | 6-3, 6-2      | details |

### WTA-finaleplaatsen enkelspel
| nr.              | finale     | toernooi          | ondergrond | tegenstandster     | score          |         |
| ---------------- | ---------- | ----------------- | ---------- | ------------------ | -------------- | ------- |
| gewonnen finales |            |                   |            |                    |                |         |
| 01.              | 2014-01-11 | WTA Hobart        | hardcourt  | Klára Zakopalová   | 6-4, 6-0       | details |
| 02.              | 2015-10-11 | WTA Peking        | hardcourt  | Timea Bacsinszky   | 7-5, 6-4       | details |
| 03.              | 2016-06-04 | Roland Garros     | gravel     | Serena Williams    | 7-5, 6-4       | details |
| 04.              | 2017-07-15 | Wimbledon         | gras       | Venus Williams     | 7-5, 6-0       | details |
| 05.              | 2017-08-20 | WTA Cincinnati    | hardcourt  | Simona Halep       | 6-1, 6-0       | details |
| 06.              | 2018-04-08 | WTA Monterrey     | hardcourt  | Tímea Babos        | 3-6, 6-4, 6-3  | details |
| 07.              | 2019-04-07 | WTA Monterrey     | hardcourt  | Viktoryja Azarenka | 6-1, 3-1, opg. | details |
| 08.              | 2021-03-13 | WTA Dubai         | hardcourt  | Barbora Krejčíková | 7-6, 6-3       | details |
| 09.              | 2021-10-03 | WTA Chicago       | hardcourt  | Ons Jabeur         | 3-6, 6-3, 6-0  | details |
| 10.              | 2021-11-17 | WTA Finals        | hardcourt  | Anett Kontaveit    | 6-3, 7-5       | details |
| verloren finales |            |                   |            |                    |                |         |
| 1.               | 2014-03-01 | WTA Florianópolis | hardcourt  | Klára Zakopalová   | 6-4, 5-7, 0-6  | details |
| 2.               | 2015-07-11 | Wimbledon         | gras       | Serena Williams    | 4-6, 4-6       | details |
| 3.               | 2015-10-03 | WTA Wuhan         | hardcourt  | Venus Williams     | 3-6, 0-3, opg. | details |
| 4.               | 2018-02-18 | WTA Doha          | hardcourt  | Petra Kvitová      | 6-3, 3-6, 4-6  | details |
| 5.               | 2020-02-01 | Australian Open   | hardcourt  | Sofia Kenin        | 6-4, 2-6, 2-6  | details |
| 6.               | 2021-02-07 | WTA Melbourne     | hardcourt  | Ashleigh Barty     | 6-7, 4-6       | details |
| 7.               | 2021-03-06 | WTA Doha          | hardcourt  | Petra Kvitová      | 6-2, 6-1       | details |

### WTA-finaleplaatsen vrouwendubbelspel
| nr.              | finale     | toernooi       | ondergrond    | partner                 | tegenstandsters                    | score            |         |
| ---------------- | ---------- | -------------- | ------------- | ----------------------- | ---------------------------------- | ---------------- | ------- |
| gewonnen finales |            |                |               |                         |                                    |                  |         |
| 1.               | 2013-01-12 | WTA Hobart     | hardcourt     | María Teresa Torró Flor | Tímea Babos Mandy Minella          | 6-3, 7-6         | details |
| 2.               | 2014-04-27 | WTA Marrakesh  | gravel        | Romina Oprandi          | Katarzyna Piter Maryna Zanevska    | 4-6, 6-2, [11-9] | details |
| 3.               | 2014-08-03 | WTA Stanford   | hardcourt     | Carla Suárez Navarro    | Paula Kania Kateřina Siniaková     | 6-2, 4-6, [10-5] | details |
| 4.               | 2015-06-21 | WTA Birmingham | gras          | Carla Suárez Navarro    | Andrea Hlaváčková Lucie Hradecká   | 6-4, 6-4         | details |
| 5.               | 2015-09-26 | WTA Tokio      | hardcourt     | Carla Suárez Navarro    | Chan Hao-ching Chan Yung-jan       | 7-5, 6-1         | details |
| verloren finales |            |                |               |                         |                                    |                  |         |
| 1.               | 2014-05-10 | WTA Madrid     | gravel        | Carla Suárez Navarro    | Sara Errani Roberta Vinci          | 4-6, 3-6         | details |
| 2.               | 2014-09-20 | WTA Tokio      | hardcourt     | Carla Suárez Navarro    | Cara Black Sania Mirza             | 2-6, 5-7         | details |
| 3.               | 2015-02-21 | WTA Dubai      | hardcourt     | Carla Suárez Navarro    | Tímea Babos Kristina Mladenovic    | 3-6, 2-6         | details |
| 4.               | 2015-05-09 | WTA Madrid     | gravel        | Carla Suárez Navarro    | Casey Dellacqua Jaroslava Sjvedova | 3-6, 7-6, [5-10] | details |
| 5.               | 2015-11-01 | WTA Finals     | hardcourt (i) | Carla Suárez Navarro    | Martina Hingis Sania Mirza         | 0-6, 3-6         | details |

## Resultaten grote toernooien
| Legenda | Legenda                          |
| ------- | -------------------------------- |
| g.t.    | geen toernooi gehouden           |
| l.c.    | lagere categorie                 |
| –       | niet deelgenomen                 |
| G       | uitgeschakeld in de groepsfase   |
| 1R      | uitgeschakeld in de eerste ronde |
| 2R      | uitgeschakeld in de tweede ronde |
| 3R      | uitgeschakeld in de derde ronde  |
| 4R      | uitgeschakeld in de vierde ronde |
| KF      | uitgeschakeld in de kwartfinale  |
| HF      | uitgeschakeld in de halve finale |
| F       | de finale verloren               |
| W       | het toernooi gewonnen            |
| w-v     | winst/verlies-balans             |

### Enkelspel
| toernooi            | 2012 | 2013 | 2014 | 2015 | 2016 | 2017 | 2018 | 2019 | 2020 | 2021 | 2022 |
| ------------------- | ---- | ---- | ---- | ---- | ---- | ---- | ---- | ---- | ---- | ---- | ---- |
| grandslamtoernooien |      |      |      |      |      |      |      |      |      |      |      |
| Australian Open     | –    | 2R   | 4R   | 4R   | 3R   | KF   | 2R   | 4R   | F    | 4R   | 2R   |
| Roland Garros       | –    | 2R   | KF   | KF   | W    | 4R   | HF   | 4R   | 3R   | 1R   | 1R   |
| Wimbledon           | –    | 2R   | 1R   | F    | 2R   | W    | 2R   | 1R   | g.t. | 3R   | 1R   |
| US Open             | 1R   | –    | 1R   | 2R   | 2R   | 4R   | 2R   | 1R   | 2R   | 4R   | 3R   |
| WTA Finals          |      |      |      |      |      |      |      |      |      |      |      |
| WTA Finals          | –    | –    | –    | HF   | G    | G    | –    | –    | g.t. | W    | –    |
| Premier Mandatory   |      |      |      |      |      |      |      |      |      |      |      |
| Indian Wells        | –    | 4R   | 2R   | 3R   | 2R   | KF   | 2R   | KF   | g.t. | 2R   | 2R   |
| Miami               | 4R   | 4R   | 2R   | 3R   | 4R   | 4R   | 4R   | 2R   | g.t. | 4R   | –    |
| Madrid              | 1R   | –    | 2R   | 2R   | 2R   | 1R   | 3R   | 1R   | g.t. | –    | 2R   |
| Peking              | –    | –    | 1R   | W    | 3R   | 1R   | 2R   | 1R   | g.t. | g.t. | g.t. |
| Premier Five        |      |      |      |      |      |      |      |      |      |      |      |
| Doha/Dubai          | –    | –    | –    | HF   | KF   | 2R   | F    | 3R   | KF   | W    | KF   |
| Rome                | –    | 2R   | 2R   | –    | HF   | HF   | 2R   | 3R   | HF   | 3R   | 2R   |
| Cincinnati          | –    | –    | 1R   | 1R   | HF   | W    | 2R   | 1R   | –    | 3R   | 2R   |
| Montréal/Toronto    | –    | –    | 2R   | 2R   | –    | KF   | –    | –    | g.t. | 2R   | 3R   |
| Tokio/Wuhan         | –    | –    | 3R   | F    | 2R   | KF   | 3R   | 2R   | g.t. | g.t. | g.t. |
| olympisch           |      |      |      |      |      |      |      |      |      |      |      |
| Olympische Spelen   | –    | g.t. | g.t. | g.t. | 3R   | g.t. | g.t. | g.t. | g.t. | KF   | g.t. |
| statistieken        |      |      |      |      |      |      |      |      |      |      |      |
| titels per jaar     | 0    | 0    | 1    | 1    | 1    | 2    | 1    | 1    | 0    | 2    | 0    |
| eindejaarsranking   | 104  | 64   | 21   | 3    | 7    | 2    | 18   | 36   | 15   | 3    | 55   |

### Dubbelspel
| toernooi            | 2013 | 2014 | 2015 | 2016 |
| ------------------- | ---- | ---- | ---- | ---- |
| grandslamtoernooien |      |      |      |      |
| Australian Open     | –    | 2R   | 2R   | –    |
| Roland Garros       | 1R   | HF   | 1R   | –    |
| Wimbledon           | 1R   | 3R   | 2R   | –    |
| US Open             | –    | 3R   | 2R   | –    |
| Premier Mandatory   |      |      |      |      |
| Indian Wells        | –    | –    | 2R   | 1R   |
| Miami               | 1R   | KF   | 2R   | –    |
| Madrid              | 1R   | F    | F    | 2R   |
| Peking              | –    | KF   | –    | –    |
| Premier Five        |      |      |      |      |
| Dubai/Doha          | –    | –    | F    | –    |
| Rome                | –    | –    | –    | –    |
| Montréal/Toronto    | –    | 2R   | 2R   | –    |
| Cincinnati          | –    | KF   | 1R   | –    |
| Tokio/Wuhan         | –    | 2R   | KF   | –    |
| olympisch           |      |      |      |      |
| Olympische Spelen   | g.t. | g.t. | g.t. | KF   |
| statistieken        |      |      |      |      |
| titels per jaar     | 1    | 2    | 2    | 0    |
| eindejaarsranking   | 153  | 16   | 16   | 384  |